# ケルマデック海溝

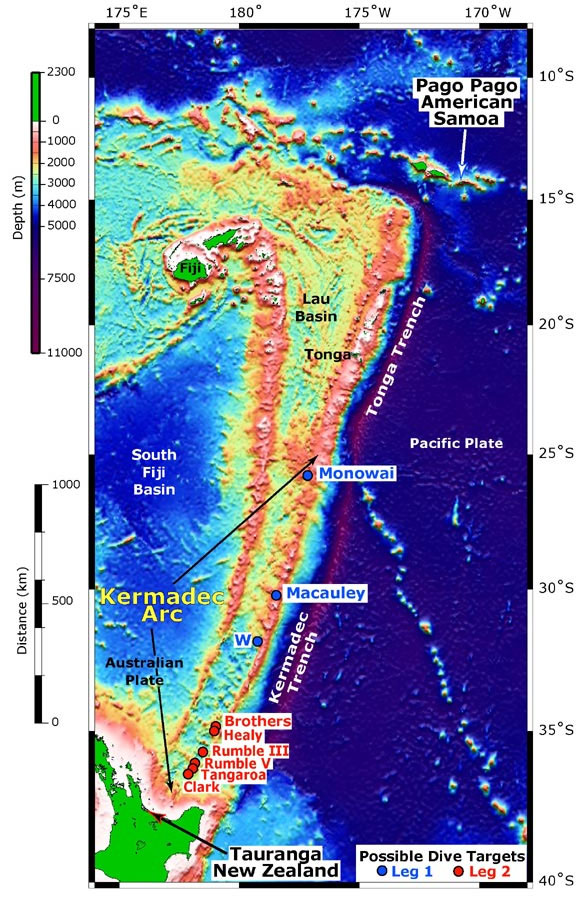

ケルマデック海溝（ケルマデックかいこう 英: Kermadec Trench）は、南太平洋・ケルマデック諸島の東にある海溝。トンガ諸島の東から南方に伸びるトンガ・ケルマデック海溝の南半分、すなわち南緯26度以南をケルマデック海溝という。ケルマデック諸島の東を経て、ニュージーランド北島の北東まで、主に北北東から南南西方向に伸びており、長さは約1,100kmに及ぶ。最大水深は10,047mで、南半球では北隣のトンガ海溝に次いで深い。

## 概要
インド・オーストラリアプレート（ケルマデックプレート）と太平洋プレートの境界であり、太平洋プレートがインド・オーストラリアプレートの下に沈みこんでいる。

## 地震
2011年7月にはケルマデック諸島沖でM7.7の地震が発生した。また関連は不明だが、ニュージーランド南島でも同年の2月と6月にM6規模の地震、前年9月にM7規模の地震が太平洋プレート内の活断層において発生している。
2021年にはケルマデック諸島近海で3月4日から3月5日にかけてM7.3 、M7.4 、M8.1 を観測する地震が短時間で立て続けに発生している。特にM8.1を観測した巨大地震では被害こそなかったものの、周辺で最大1mの津波を観測し、日本でも10cm前後の津波を観測しており、近年は特に地震活動が活発な地帯である。